# Fajsal ibn al-Husajn
Fajsal ibn al-Husajn ibn Talal (arab. فيصل بن الحسين بن طلال; ur. 11 października 1963 w Ammanie) – jordański książę z dynastii Haszymidów, wojskowy, od 2004 generał dywizji Jordańskich Sił Powietrznych, przewodniczący Jordańskiego Komitetu Olimpijskiego.

## Życiorys
Urodził się jako syn króla Jordanii Husajna I i jego drugiej żony księżnej Muny. Zajmuje trzecie miejsce w sukcesji do jordańskiego tronu.
17 sierpnia 1987 w Ammanie poślubił Aliję Taufik at-Tabba. W kwietniu 2008 rozwiódł się z żoną. Para ma czworo dzieci:
- księżniczkę Aję (ur. 11 lutego 1990)
- księcia Umara (ur. 28 października 1993)
- księżniczkę Sarę (ur. 27 marca 1997)
- księżniczkę A’iszę (ur. 27 marca 1997)

24 maja 2010 ożenił się po raz drugi z Sarą Kabbani.